# Primer Congrés Mundial de Pilota a Mà
El Primer Congrés Mundial de Pilota a Mà va celebrar-se al Palau de la Música de València entre els dies 2 i 4 de juny de 1994. Va organitzar-se baix el paraigües de la Federació de Pilota Valenciana, i va suposar un esdeveniment sense precedents en l'àmbit de l'esport i també va tindre una rellevància acadèmica considerable. Arran del Congrés es va signar la Carta de València, que suposà la base per a la internacionalització del joc.
Al congrés s'assentaren les bases per a la internacionalització del joc de la pilota, establint normes comunes que permeteren realitzar campionats internacionals, amb el Joc Internacional i el Frontó Internacional. També es va reconéixer el nom de llargues i de pilota de badana com a nom comú per a representar el conjunt.